# Barlingbo socken
Barlingbo socken ingick i Gotlands norra härad, ingår sedan 1971 i Gotlands kommun och motsvarar från 2016 Barlingbo distrikt.
Socknens areal är 16,87 kvadratkilometer, varav 16,81 land. År 2020 fanns här 284 invånare. Kyrkbyn Barlingbo med sockenkyrkan Barlingbo kyrka ligger i socknen. 

## Administrativ historik
Barlingbo socken har medeltida ursprung. Socknen tillhörde Endre ting som i sin tur ingick i Bro setting i Nordertredingen.
Vid kommunreformen 1862 övergick socknens ansvar för de kyrkliga frågorna till Barlingbo församling och för de borgerliga frågorna bildades Barlingbo landskommun. Landskommunen inkorporerades 1952 i Romaklosters landskommun och ingår sedan 1971 i Gotlands kommun.
1 januari 2016 inrättades distriktet Barlingbo, med samma omfattning som församlingen hade 1999/2000.  
Socknen har tillhört samma fögderier och domsagor som Gotlands norra härad. De indelta båtsmännen tillhörde Gotlands första båtsmanskompani.

## Geografi
Barlingbo socken ligger i Gotlands norra inland. Socknen är slättbygd med någon myrmark.

### Gårdsnamn
Björkhage, Busarve, Digeråkre, Enbjänne, Hällhage, Lillåkre, Massarve, Munkebos, Norrbys, Nygårds, Prästgården, Stava, Stenstugu, Änges.

### Ortnamn
Getstorp, Henriksdal.

## Fornlämningar
Kända från socknen är 40 gravar från järnåldern. En runristning finns på en dopfunt i kyrkan. En vikingatida silverkatt har påträffats.

## Namnet
Namnet (1380 Barlingabo) kommer från kyrkbyn eller en gård. Förleden innehåller bard, kant, ås' och inge, 'inbyggare'. Efterleden är bo, 'bygd' vilket ger tolkningen, 'åsbornas bygd'.

## Befolkningsutveckling
| Befolkningsutvecklingen i Barlingbo socken 1780–2020 | Befolkningsutvecklingen i Barlingbo socken 1780–2020 | Befolkningsutvecklingen i Barlingbo socken 1780–2020 | Befolkningsutvecklingen i Barlingbo socken 1780–2020 | Befolkningsutvecklingen i Barlingbo socken 1780–2020 |
| --- | ---------------------------------------------------- | ---------------------------------------------------- | ---------------------------------------------------- | ---------------------------------------------------- |
| |                                                      |                                                      |                                                      |                                                      |
| År |                                                      |                                                      | Folkmängd                                            |                                                      |
| 1780 | 1780                                                 |                                                      | 202                                                  |                                                      |
| 1790 | 1790                                                 |                                                      | 212                                                  |                                                      |
| 1800 | 1800                                                 |                                                      | 243                                                  |                                                      |
| 1810 | 1810                                                 |                                                      | 181                                                  |                                                      |
| 1820 | 1820                                                 |                                                      | 251                                                  |                                                      |
| 1830 | 1830                                                 |                                                      | 246                                                  |                                                      |
| 1840 | 1840                                                 |                                                      | 257                                                  |                                                      |
| 1850 | 1850                                                 |                                                      | 265                                                  |                                                      |
| 1860 | 1860                                                 |                                                      | 318                                                  |                                                      |
| 1870 | 1870                                                 |                                                      | 377                                                  |                                                      |
| 1880 | 1880                                                 |                                                      | 396                                                  |                                                      |
| 1890 | 1890                                                 |                                                      | 309                                                  |                                                      |
| 1900 | 1900                                                 |                                                      | 411                                                  |                                                      |
| 1910 | 1910                                                 |                                                      | 508                                                  |                                                      |
| 1920 | 1920                                                 |                                                      | 462                                                  |                                                      |
| 1930 | 1930                                                 |                                                      | 442                                                  |                                                      |
| 1940 | 1940                                                 |                                                      | 395                                                  |                                                      |
| 1950 | 1950                                                 |                                                      | 408                                                  |                                                      |
| 1960 | 1960                                                 |                                                      | 334                                                  |                                                      |
| 1970 | 1970                                                 |                                                      | 281                                                  |                                                      |
| 1980 | 1980                                                 |                                                      | 311                                                  |                                                      |
| 1990 | 1990                                                 |                                                      | 329                                                  |                                                      |
| 2000 | 2000                                                 |                                                      | 277                                                  |                                                      |
| 2010 | 2010                                                 |                                                      | 280                                                  |                                                      |
| 2020 | 2020                                                 |                                                      | 284                                                  |                                                      |
| Anm: Källor: Umeå universitet - Tabellverket 1749-1859, Demografiska databasen, CEDAR, Umeå universitet, Befolkningsutvecklingen i Gotlands socknar 2000 - 2010, Befolkning per församling, Folkmängden per distrikt, landskap, landsdel eller riket efter kön. År 2015 - 2022. |                                                      |                                                      |                                                      |                                                      |

### Fotnoter
1. 1 2  Svensk Uppslagsbok andra upplagan 1947–1955: Barlingbo socken
2. ↑  ”Folkmängden per distrikt, landskap, landsdel eller riket efter kön. År 2015 - 2022”. Statistikdatabasen. Statistiska centralbyrån. http://www.statistikdatabasen.scb.se/pxweb/sv/ssd/START__BE__BE0101__BE0101A/FolkmangdDistrikt/. Läst 23 april 2023.
3. ↑  Harlén, Hans; Harlén Eivy (2003). Sverige från A till Ö: geografisk-historisk uppslagsbok. Stockholm: Kommentus. Libris 9337075. ISBN 91-7345-139-8
4. ↑  Administrativ historik för Barlingbo socken (Klicka på församlingsposten). Källa: Nationella arkivdatabasen, Riksarkivet.
5. ↑  Om Gotlands båtsmanskompani
6. 1 2  Sjögren, Otto (1931). Sverige geografisk beskrivning del 2 Östergötlands, Jönköpings, Kronobergs, Kalmar och Gotlands län. Stockholm: Wahlström & Widstrand. Libris 9939
7. 1 2  Nationalencyklopedin
8. ↑  Fornlämningar, Statens historiska museum: Barlingbo socken
9. ↑  Fornminnesregistret, Riksantikvarieämbetet: Barlingbo socken Fornminnen i socknen erhålls på kartan genom att skriva in sockennamn (utan "socken") i "Ange geografiskt område"
10. ↑  Mats Wahlberg, red (2003). Svenskt ortnamnslexikon. Uppsala: Institutet för språk och folkminnen. Libris 8998039. ISBN 91-7229-020-X. https://isof.diva-portal.org/smash/get/diva2:1175717/FULLTEXT02.pdf